# Fenceline Community
Eine Fenceline Community ist ein Siedlungsgebiet, das unmittelbar an ein Unternehmen, eine Militärbasis, ein Industrie- oder Servicezentrum angrenzt und direkt von Lärm, Gerüchen, chemischen Emissionen, Verkehr, Parken oder Betrieb der Einrichtung betroffen ist. Diese Siedlungsgebiete sind gefährlichen Chemikalien, hohen Verschmutzungen und Umweltzerstörung sowie der Bedrohung durch chemische Explosionen ausgesetzt.
Viele Fenceline Communities befinden sich in Opferzonen, die überproportional von People of Color, indigenen Gemeinschaften und Menschen, die von Erwerbsarmut betroffen sind, bewohnt werden.

## Hintergrund
Aufgrund der Exposition gegenüber gefährlichen Materialien und Emissionen gibt es in diesen Siedlungsgebieten höheres Risiko für Krebs und Atemwegserkrankungen. Fenceline Communities stehen auch vor zusätzlichen gesundheitlichen und sozioökonomischen Problemen wie schlechter Wohnungsinfrastruktur, fehlendem Zugang zu nahrhaften und ungiftigen Lebensmitteln und höheren Raten von Krankheiten, zusammen mit dem zunehmenden Stress und den Herausforderungen, die sich aus Arbeitslosigkeit, Armut, Kriminalität und Rassismus ergeben. Durch den Klimawandel induzierte extreme Wetterereignisse und Naturkatastrophen führen bei Fenceline Communities zu einer erhöhten Gefahr, dass sie giftigen Emissionen durch Anlagenexplosionen und chemische Lecks stark ausgesetzt sind.
Fenceline Communities „befürchteten, dass es Arbeitsplätze und wirtschaftliches Überleben gefährden könnte“, falls sie sich organisieren, um ihre Gefährdung durch gefährliche Abfälle zu reduzieren. Darüber hinaus sind Bewohner dort oft nicht in der Lage, umzuziehen. Dies liegt daran, dass die großen Industrien, die an Wohngemeinschaften angrenzen, oft Effekte produzieren, die den Immobilienwert dieser Häuser drastisch senken. Daher sind die Bewohner nicht in der Lage, ihre Häuser für einen Wert zu verkaufen, der für sie hoch genug wäre, um Immobilien anderswo zu kaufen.
Fast 40 Prozent der US-Bevölkerung leben im Umkreis von fünf Kilometern zu risikoreichen Industrieanlagen. Jedes dritte amerikanische Kind besucht eine Schule neben einer Chemiefabrik oder Raffinerie.
Einige Beispiele für Fenceline Communities sind:
- die afroamerikanische "Diamond" Nachbarschaft in Norco, Louisiana. Diese Gemeinde ist lokalisiert unmittelbar neben einem Shell-Werk;[14]
- die Roma-Gemeinde der Stadt Ostrava in der Tschechischen Republik lebt in Wohnungen, die auf einer verlassenen Mine gebaut wurden, die Methan ausstößt.[15]
- in Wentworth, KwaZulu-Natal in der Südafrikanischen Republik war bis zu dessen Schließung wegen Feuer im April 2021 die Engen Raffinerie in Betrieb. Diese verursacht 24 mal höhere Leukämieraten als im nationalen Durchschnitt.[16]

## Lösungen
Beispiele für Maßnahmen, die die negativen Auswirkungen eines nahe gelegenen Unternehmens auf eine Fenceline Community minimieren können, sind ein größerer Bildungs- und Informationsaustausch zwischen Unternehmen und Gemeinden, verbesserte Sicherheitsvorschriften, Bewertungen von Gesundheitswirkungen und verstärkte Überwachung, Berichterstattung und Reduzierung toxischer Emissionen. Gemeinden organisieren sich auch gegen die angrenzenden Unternehmen und setzen sich für ihren Lebensstandard ein. Allerdings können die Fenceline Communities dabei mit Hindernissen konfrontiert werden, da sie oft "nicht über die sozialen oder finanziellen Ressourcen verfügen, um ihre Engagements zu mindern".